# Symplocos ovalis
Symplocos ovalis är en tvåhjärtbladig växtart som beskrevs av John Wright och August Heinrich Rudolf Grisebach. Symplocos ovalis ingår i släktet Symplocos och familjen Symplocaceae. Inga underarter finns listade i Catalogue of Life.